# S·J·蘇里亞
塞爾瓦拉吉·賈斯汀·潘迪安（1968年7月20日—）或稱藝名S·J·蘇里亞（英語：S. J. Suryah），印度男演員、作詞人、導演、製片人、編劇、代唱歌手、作曲家及慈善家，主要拍攝泰米爾語電影和少數泰盧固語電影。蘇里亞起初是導演，之後主要從事演員。1999年帶來首次執導的電影《瓦利》，一舉成名。他的其他著名電影包括《命中注定爱上你》（2000年）、《新身分》（2004年）、《親愛的》（2005年）和《音樂》（2015年）。
他的演員出道作為《新身分》，之後出演了《小偷的愛人》（2006年）、《丈夫》（2007年）、《商人》（2007年）、《履行職責》（2022年）及《黑幫電影夢2》（2023年）等電影。他也時常扮演反派角色，如《法網緝兇》（2017年）、《正義魔人》（2017年）、《考萊塢之命運迴圈》（2021年）、《大學任你行》（2022年）、《時光電話》（2023年）、《印度人2》（2024年）、《懲惡星期六》（2024年）與《规则改变者》（2025年）。
2024年，他獲得韋爾斯大學榮譽博士學位。

## 表演風格
蘇里亞以其充滿活力且富有表現力的表演風格而聞名，此風格經常將誇張的情感與強度融合在一起，這是他從導演轉型演員的招牌。他的表演以大膽、誇張的刻畫為特點，尤其是在《新身分》（2004年）和《親愛的》（2005年）等探索喜劇、情色探索等爭議主題的電影中。他的早期電影因涉及成人內容而獲得了商業上的成功，但也引發了爭議，並遭到了公眾的抗議和法律挑戰。
蘇里亞調整了自己的風格，以適應電影業的不斷發展，尤其是串流媒體的興起。2022年的《謠言》是蘇里亞首度出演的網路影集；他淡化了傳統誇張的舉止，轉而採用更為克制且真實的表演，以滿足串流媒體更微妙的要求。此表現證明，他在其獨特的強烈風格與現代表演期望的細微差別之間取得平衡。

## 外部連結
- S·J·蘇里亞在互联网电影资料库（IMDb）上的資料（英文）